# Antonín Basl
Antonín Basl (1. února 1889 Praha – 4. dubna 1937 Praha) byl československý středoškolský profesor, geograf, historik, legionář a velitel Vojenského zeměpisného ústavu (VZÚ).

## Životopis

### Do první světové války
V roce 1912 absolvoval obor historie a geografie na filosofické fakultě Karlo-Ferdinandovy univerzity. Byl žákem prof. Václava Švambery, s nímž vypracoval oborové bibliografie a podílel se i na měření šumavských jezer. Původně se měl stát středoškolským profesorem, kde také počal působit jako zkušební kandidát, jejž do praxe uváděl známý zeměpisec, profesor PhDr. František Machát. Potom vyučoval Basl krátký čas v Turnově.

### Během první světové války
Za první světové války byl dne 12. prosince roku 1914 zajat při bojích o Bělehrad. Byl v zajateckém táboře v Niši. Jako sokol a Čech byl denunciován v Rakousku, kde byl prohlášen za velezrádce. Přežil pochod hladu Albánií, sloužil jako jeden z prvních Čechů v italské armádě. Byl umístěn v zajateckém táboře na o. Asinara, potom i v Padule. Byl jeden z prvních dobrovolníků, který si vyžádal odeslání od pracovního oddílu k rozvědčíkům. Byl přidělen k IV. italské armádě mezi řekou Brentou a Piavou, kde se zúčastnil rozvědek u M. Pertice a u M. Asolone a bojových akcí na úseku Mte Grappy a na Fortina Regina. Přidal se tak k československým jednotkám v Itálii.

### Mezi dvěma válkami

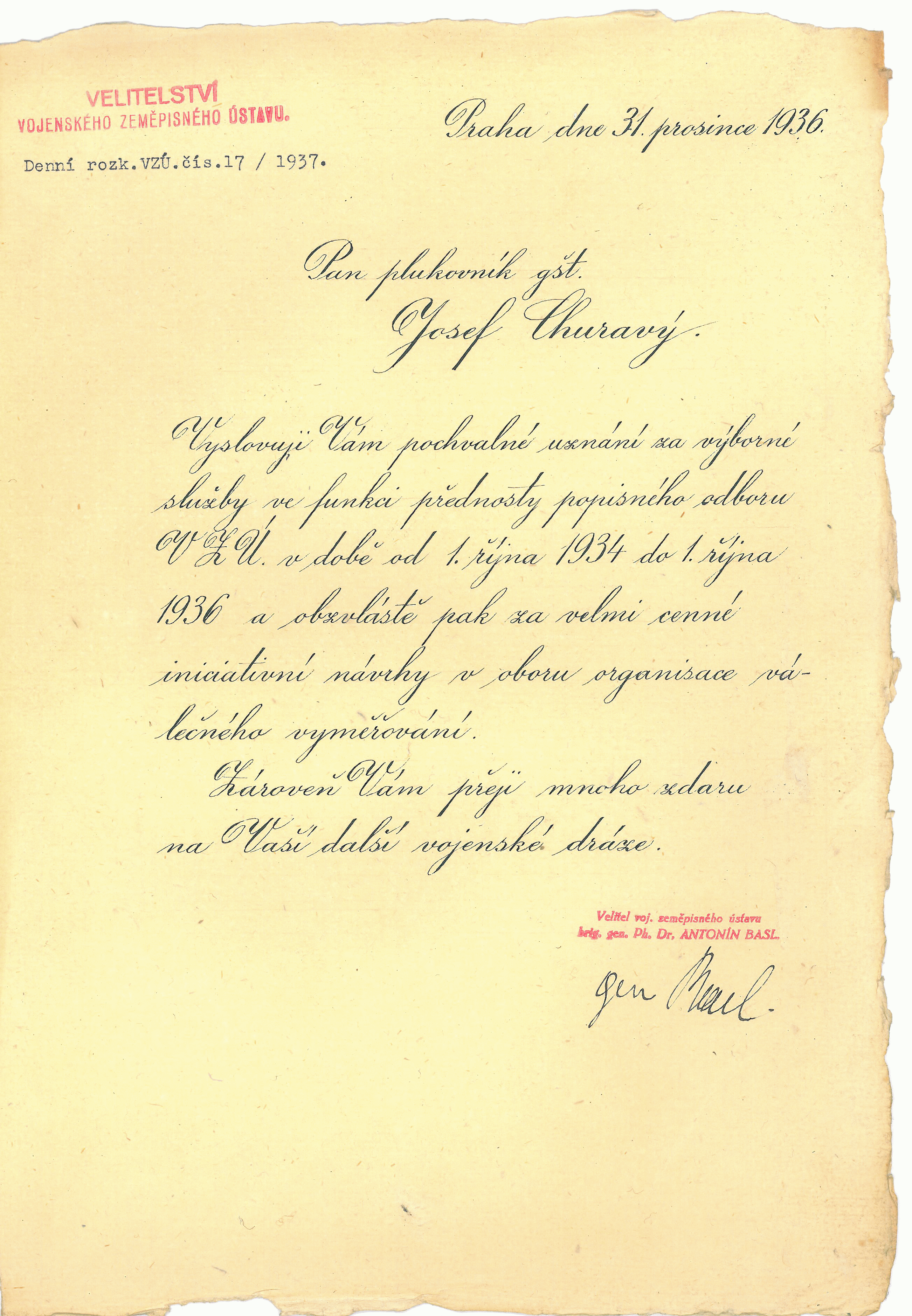
Pochvalné uznání velitele Vojenského zeměpisného ústavu brigádního generála Ph. Dr. Antonína Basla jeho podřízenému - plukovníkovi generálního štábu Josefu Churavému (1936)

Po válce již u armády zůstal a v hodnosti majora se zúčastnil maďarsko-československé války, kde například vedl obranu Komárna v bitvě o Komárno. V roce 1920 podstoupil Kurs pro výchovu důstojníků generálního štábu a o dva roky později vystudoval Válečnou školu v Praze. Od října 1927 do listopadu 1930 pak působil ve funkci přednosty 5. školského a výcvikového oddělení Hlavního štábu branné moci. Roku 1933 byl přidělen vojenskému zeměpisnému ústavu (VZÚ), v březnu roku 1934 byl jmenován jeho velitelem a v únoru roku 1936 brigádním generálem. Jako velitel vojenského zeměpisného ústavu se zúčastňoval geografických kongresů. Již před válkou se stal členem České společnosti zeměvědné, do jejíhož výboru byl roku 1935 zvolen. Ve vojenském vědeckému ústavu pracoval horlivě v létech 1923 až 1931 zprvu jako člen komise musejní a knihovní, potom vydavatelské i topografické, také jako redaktor „Vojenských rozhledů"; roku 1936 byl zvolen předsedou nově zřízeného geografického odboru. Zemřel dne 4. dubna 1937 po krátké srdeční chorobě.

## Spisy
- ŠVAMBERA, Václav; BASL, Antonín. Bibliografie české literatury geografické v l. 1906 a 1907. Praha: Geografický ústav české university, 1911. 48 s. (Travaux géographiques tchéques; sv. 4).
- ŠVAMBERA, Václav; BASL, Antonín. Bibliografie české literatury geografické v l. 1908, 1909, 1910. Praha: Geografický ústav české university, 1912. 48 s. (Travaux géographiques tchéques; sv. 7). Dostupné online.

## Vyznamenání
| Řád sokola, vojenská skupina s meči          | Válečný záslužný kříž                  |
| Pamětní medaile na sjednocení Itálie         | Pamětní medaile na sjednocení Itálie   |
| Pamětní válečná medaile 1915-1918            | Pamětní válečná medaile 1915-1918      |
| Československý válečný kříž 1914–1918        | Československý válečný kříž 1914–1918  |
| Řád italské koruny, IV.třída-důstojník       | Řád italské koruny, IV.třída-důstojník |
| Československá revoluční medaile j           | Československá revoluční medaile       |
| Medaile vítězství                            | Československá medaile Vítězství       |
| Řád čestné legie, V. třída - rytíř           | Řád čestné legie, V. třída - rytíř     |
| Řád bílého orla (Srbsko), III. třída - rytíř | Řád bílého orla, III. třída - rytíř    |
| Řád Rumunské hvězdy, III. třída              | Řád Rumunské hvězdy, III. třída        |

## Dovětek
V roce 1934 došlo ke změnám ve velení Vojenské zeměpisné služby a VZÚ. Dlouholetý velitel brigádní generál Karel Rausch odešel do důchodu a velení převzal (od 1. dubna 1934) brigádní generál PhDr. Antonín Basl, který dosud (od 30. září 1932 do 31. března 1934) zastával funkci zástupce velitele. Po jeho onemocnění a náhlém úmrtí v roce 1937 byl velitelem Vojenské zeměpisné služby a VZÚ ustanoven plukovník zeměpisné služby PhDr. Jiří Čermák.
| Velitelé Vojenského zeměpisného ústavu (VZÚ)                       | Velitelé Vojenského zeměpisného ústavu (VZÚ)                          | Velitelé Vojenského zeměpisného ústavu (VZÚ)                                                                                           |
| ------------------------------------------------------------------ | --------------------------------------------------------------------- | --- |
| Předchůdce: (1923 - 31. března 1934) brigádní generál Karel Rausch | (1. dubna 1934 - 23. března 1937) brigádní generál PhDr. Antonín Basl | Nástupce: (24. března 1937 – 6. února 1940), po válce: (6. května 1945 - 31. května 1945) plukovník zeměpisné služby PhDr. Jiří Čermák |